# 菊野麻子
菊野 麻子（きくの あさこ、1969年8月21日 - ）は、日本のフリーアナウンサー、新潟県人事委員会委員。元新潟総合テレビアナウンサー。

## 人物
- 新潟県上越市出身。
- 血液型：O型
- 新潟県立高田高等学校、奈良女子大学卒業。
- 1992年4月、新潟総合テレビに入社。在局中は報道制作部（当時）に所属し、アナウンサー等として活躍していた。2000年に同局を退社した後は、フリーとなる。
- 現在は、事務所「Kアプローチ」(旧名:オフィスK&A)の代表として、フリーアナウンサー、司会、セミナー講師等と幅広く活躍している。
- 結婚して現在は2人の女の子を持つ母親でもあり、又、新潟県のNPO法人・働く女性のための異業種交流会(WWA)会員（仕事と育児チーム）でもある。

## 来歴
- 新潟総合テレビのアナウンサー時代から、報道系のアナウンサーとして、同局の夕方のローカル・ニュース・キャスターを長年勤めていた。フリーになった今でも、同局の毎週土曜日の報道取材及びニュースキャスターをやったり、ニュースレポーターとしても活躍している。
- 局アナ時代は、自ら企画取材をやったり、アメリカ、中国、ロシア等の海外へも取材に行ったことがある。
- WWA（新潟県、NPO法人)発行のマガジン「ダブルマム」では、以前、何回かに渡って、2人の女の子を持つ母親としての奮闘記を書いていた。
- 最近は、セミナー等の講演会の仕事が多く、主に新潟県内の商工会議所主催の講演が多いという。
- 2021年6月、アクシアルリテイリング社外取締役に就任。

## 余談
- 新潟総合テレビが現在の八千代の新社屋に移って3日後の2004年10月23日、『NSTスーパーニュース』のローカル枠での生本番中、彼女が天気予報を読み終える寸前の17時56分に新潟県中越地震が発生。この出来事は、彼女の生涯でも忘れられない仕事の1つとなっているという。

## 過去の担当番組
- NSTスーパーニュース ローカルニュースキャスター

など

## フリーになってから講師を担当した主な講座
- 「人とつながりあうための話し方を学ぶ」（見附青年会議所主催）
- 「上手なコミュニケーションとは？」（見附市主催）
- 「第一印象を良くするコミュニケーション術」（新潟市西区あるかねっと主催）
- 「自己を革新する戦略的な話し方講座」（新潟県商工会連合会、全国商工会連合会共同主催）
- 「もっとお気に入りの自分になる！～“わたし”を見つけて再チャレンジ～」（新潟県女性財団主催）
- 「女性のための話し方＆表現力講座」
- 「私を売り込むための魅力的な声と話し方講座」

など、多数。

## エッセイストとしての活躍
- 「菊野さんちの育児&しごと日記」担当（働く女性のための異業種交流会(WWA)（新潟県、NPO法人)発行のマガジン「ダブルマム」内）

## 新潟総合テレビ同期入社
- 根津ゆかり（現ショップチャンネルのキャスト）
- 岡田花菜子（現在フリー）